# Rostislav Stratimirović
Rostislav Stratimirović je bugarski knez, izabran za vođu Drugog trnovskog ustanka (1686. godine). Posljednji je izdanak iz bugarskih vladara dinastija Šišmana. Rostislav se oženio Marijom Dubrovskom, kćerkom Moskovskih patrijarha Joakima.